# Inel (matematică)
Un inel {\displaystyle I=(A,+,*)} este o structură algebrică formată dintr-o mulțime suport {\displaystyle \ A} și două operații binare, definite pe produsul cartezian {\displaystyle A\times A} cu valori în {\displaystyle \ A}, numite convențional {\displaystyle +} (sau operația aditivă) și {\displaystyle *} (sau operația multiplicativă), astfel încât:
1. {\displaystyle G=(A,+)} formează un grup comutativ sau abelian. Elementul neutru al lui {\displaystyle G} se notează în general cu {\displaystyle 0}.
2. {\displaystyle S=(A,*)} formează un monoid.
3. Se îndeplinește proprietatea de distributivitate a înmulțirii față de adunare, adică pentru orice {\displaystyle x,y,z\in A}:

{\displaystyle x*(y+z)=(x*y)+(x*z)}
{\displaystyle (y+z)*x=(y*x)+(z*x)}
Termenul a fost introdus în 1897 de David Hilbert.

## Definiții
Dacă operația de înmulțire este comutativă, adică
{\displaystyle (\forall x,y\in A)\ x*y=y*x} atunci inelul {\displaystyle A} este un inel comutativ.
Dacă {\displaystyle A\neq \{0\}} și înmulțirea admite element neutru, adică
{\displaystyle (\exists 1\in A)\ (\forall x\in A)\ 1*x=x*1=x} atunci inelul {\displaystyle A} este inel cu unitate sau inel unitar.
Un inel comutativ cu cel puțin două elemente și fără divizori ai lui zero se numește inel integru (sau domeniu de integritate).
Un inel în care orice element (în afară de  {\displaystyle 0}) are invers față de înmulțire se numește corp.
Elementul neutru în raport cu operația {\displaystyle +} se notează  {\displaystyle 0} și se numește elementul nul, iar simetricul lui {\displaystyle x\in A} în raport cu adunarea se notează {\displaystyle -x} și se numește opusul lui {\displaystyle x}. În loc de {\displaystyle x+(-y)}, vom nota {\displaystyle x-y}.
Dacă {\displaystyle A} este inel unitar, atunci elementele lui {\displaystyle A} simetrizabile în raport cu operația multiplicativă se numesc elemente inversabile .
Se notează cu {\displaystyle U(A)} mulțimea elementelor inversabile ale inelului unitar {\displaystyle A}, adică  
{\displaystyle U(A)=\{x\in A|\exists \ x^{,}\in A,x*\ x^{,}=\ x^{,}*x=1\}}
Fie {\displaystyle A} un inel. Două elemente {\displaystyle x,y\in A} se numesc permutabile dacă {\displaystyle x*y=y*x}. Un element {\displaystyle a\in A} se numește element central dacă el permută cu orice element din inelul {\displaystyle A}.
Mulțimea
{\displaystyle C(A):=\{a\in A|a*x=x*a,\forall x\in A\}}
a tuturor elementelor centrale din {\displaystyle A} se numește centrul inelului {\displaystyle A}.

## Exemple de inele
1. Inelul numerelor întregi
{\displaystyle (\mathbb {Z} ,+,*)} este inel comutativ în care elementul nul este 0 și elementul unitate este 1, iar {\displaystyle U(\mathbb {Z} )=\{-1,1\}}.
2. Inelul numerelor raționale
{\displaystyle (\mathbb {Q} ,+,*)} este inel comutativ în care elementul nul este 0 și elementul unitate este 1. În plus {\displaystyle U(\mathbb {Q} )=\mathbb {Q^{*}} }.
3. Inelul numerelor reale
{\displaystyle (\mathbb {R} ,+,*)} este inel comutativ în care elementul nul este 0 și elementul unitate este 1. În plus {\displaystyle U(\mathbb {R} )=\mathbb {R^{*}} }.
4. Inelul numerelor complexe
{\displaystyle (\mathbb {C} ,+,*)} este inel comutativ cu {\displaystyle U(\mathbb {C} )=\mathbb {C^{*}} }.
5. Inelul {\displaystyle \mathbb {Z} _{n}} al claselor de resturi modulo n. 
{\displaystyle (\mathbb {Z} _{n},+,*)} este inel comutativ, iar {\displaystyle U(\mathbb {Z} _{n})=\{{\hat {a}}\in \mathbb {Z} _{n}|(a,n)=1\}}.

## Proprietăți
Fie {\displaystyle A} un inel. Atunci pentru {\displaystyle \forall x,y,z\in A}, avem:
1. {\displaystyle x*0=0*x=0}
2. {\displaystyle (-x)*y=x*(-y)=-x*y}
3. {\displaystyle (-x)*(-y)=x*y}
4. {\displaystyle x*(y-z)=x*y-x*z} și {\displaystyle (y-z)*x=y*x-z*x}
5. Dacă {\displaystyle A} este inel cu unitate, atunci {\displaystyle (-1)*x=-x}
6. Dacă {\displaystyle n\in \mathbb {N} ^{*}},atunci definim {\displaystyle x^{1}=x} și {\displaystyle x^{m}=x^{m-1}*x,(m\geq 2)}. Pentru {\displaystyle \forall m,n\in \mathbb {N} ^{*}}, avem {\displaystyle x^{m+n}=x^{m}*x^{n}}.